# Tuttan
Tuttan (engelska Melody) är Mimmi Piggs systerdotter i serierna om Musse Pigg.
I Europa har Mimmi traditionellt haft bara en systerdotter, Tuttan. Hon dök upp första gången 1964 i serien "Hisnande hastigheter" (amerikansk originaltitel "The Wheelers and Dealers"), publicerad i Kalle Anka & C:o nummer 11 1965. Tuttan tycks ha skapats för att spela rollen att driva Teddi och Freddi till vansinne. Hon var med i en handfull serier på 1960- och 70-talen innan hon glömdes bort. Under 2000-talet har hon dykt upp igen i italienska Disneyserier.
Mimmis systerdotter Tuttan ska inte förväxlas med Teddis flickvän med samma namn. 
Mimmi har haft många olika systerdöttrar genom åren. Redan i den tecknade Musse Pigg-kortfilmen "Gulliver Mickey" (1934) finns en systerdotter med namnet Maisie med och i en Musse Pigg-bok från 1940-talet förekommer trillingsystrarna Dolly, Polly & Molly. I amerikanska serier av bland annat Paul Murry har Mimmi två systerdöttrar, tvillingarna Melody & Millie, ibland kallade Pammy & Tammy. Debuten skedde 1963 i serien "Mickey's Close Call" (Mickey Mouse 88; i Sverige "Träff med tur", publicerad i Kalle Anka & C:o 10/1964). 